# لین آورمن
لین آورمن (انگلیسی: Lynne Overman؛ ۱۹ سپتامبر ۱۸۸۷ – ۱۹ فوریه ۱۹۴۳) یک هنرپیشه اهل ایالات متحده آمریکا بود.
از فیلم‌ها یا برنامه‌های تلویزیونی که وی در آن نقش داشته است می‌توان به، روکسی هارت، برادوی بیل، اشاره کرد.

## فیلم‌شناسی
- جنایت بی‌نقص (۱۹۲۸)
- خانم مارکر کوچک (۱۹۳۴)
- او مرا دوست ندارد (۱۹۳۴)
- نیمه‌شب (۱۹۳۴)
- برادوی بیل (۱۹۳۴)
- Rumba (۱۹۳۵)
- Two for Tonight (۱۹۳۵)
- Paris in Spring (۱۹۳۵)
- Yours for the Asking (۱۹۳۶)
- شریکان جنایت (۱۹۳۷)
- Blonde Trouble (۱۹۳۷)
- Men with Wings (۱۹۳۸)
- عشق جنگلی او (۱۹۳۸)
- پسران لژیون (۱۹۳۸)
- The Big Broadcast of 1938 (۱۹۳۸)
- Spawn of the North (۱۹۳۸)
- اتحادیه اقیانوس آرام (۱۹۳۹)
- Typhoon (۱۹۴۰)
- Edison, the Man (۱۹۴۰)
- Northwest Mounted Police (۱۹۴۰)
- آلومای دریاهای جنوب (۱۹۴۱)
- New York Town (۱۹۴۱)
- Caught in the Draft (۱۹۴۱)
- روکسی هارت (۱۹۴۲)
- Silver Queen (۱۹۴۲)
- باد وحشی را درو کن (۱۹۴۲)
- The Forest Rangers (۱۹۴۲)
- The Desert Song (۱۹۴۳)
- دیکسی (فیلم) (۱۹۴۳)